# Теорія вбивств
«Теорія вбивств» (англ. Kill Theory) — американський фільм 2008 року.

## Сюжет
Група друзів вирушають у невеликий готель, щоб відсвяткувати закінчення коледжу, але потрапляють у пастку маніяка-вбивці: до 6-тої ранку наступного дня тільки один із них залишиться серед живих. Та якщо більш ніж один із них буде живий, то помруть усі. Тому кожен повинен стати вбивцею, щоб вижити.